# TSV Röttenbach
Der TSV Röttenbach (vollständig Turn- und Sportverein Röttenbach e.V.) ist ein Mehrspartenverein mit rund 400 Mitgliedern aus der mittelfränkischen Gemeinde Röttenbach (bei Erlangen). Neben der Fußballabteilung werden in dem Verein auch die Sportarten Badminton, Tischtennis, und Volleyball angeboten.

## Geschichte
Der Verein wurde im Jahr 1927 unter dem Namen TSV Röttenbach 1927 gegründet. Nachdem der Sportbetrieb im Zweiten Weltkrieg vollständig zum Erliegen gekommen war, erfolgte nach Kriegsende im März 1946 eine Umbenennung des Vereins in TSV Röttenbach, wobei sich nun drei lokale Vereine unter dem neuen Namen vereinigten. Im Fußball nahm die erste Mannschaft in der Saison 1981/82 an der 1. Runde des DFB-Pokals teil, in der sie mit 1:3 an der Sportvereinigung Elversberg scheiterte. Im Badminton erkämpfte sich Stefanie Müller 2007 und 2009 jeweils eine Bronzemedaille bei den deutschen Meisterschaften.

## Erfolge

### Fußball
- 1981/82: 1. Runde des DFB-Pokals
- 2012/13: 2. Platz in der Kreisliga Erlangen/Pegnitz

### Badminton
- Deutsche Badmintonmeisterschaft 2007: 3. Platz durch Stefanie Müller
- Deutsche Badmintonmeisterschaft 2009: 3. Platz durch Stefanie Müller
- Südostdeutsche Badmintonmeisterschaft 2009: 1. Platz durch Stefanie Müller